# Dasypogon potitus
Dasypogon potitus är en tvåvingeart som beskrevs av Walker 1849. Dasypogon potitus ingår i släktet Dasypogon och familjen rovflugor. Inga underarter finns listade i Catalogue of Life.